# Навчально-науковий інститут міжнародних відносин Київського національного університету імені Тараса Шевченка
Навчально-науковий інститут міжнародних відносин (ННІМВ) — структурний підрозділ Київського національного університету імені Тараса Шевченка. 
Створений 1944 року як факультет міжнародних відносин Київського університету. 1971 року на його основі було створено факультет міжнародних відносин та міжнародного права, який 1988 року було реорганізовано в Інститут міжнародних відносин і міжнародного права. У грудні 1990 року інститут перейменовано на Український інститут міжнародних відносин, у 1994 році - на Інститут міжнародних відносин. З жовтня 2021 року має назву Навчально-науковий інститут міжнародних відносин.
З 8 травня 2008 року посаду директора інституту обіймає Валерій Копійка.
Розташований у будівлі, побудованій для Вищої партійної школи у 1986 році на місці Акліматизаційного саду.

## Історія

### Факультет міжнародних відносин та міжнародного права
На підставі наказу наркома освіти УРСР від 18 жовтня 1944 року в Київському університеті було відкрито факультет міжнародних відносин з метою підготовки практичних працівників Міністерства закордонних справ. Очолювали факультет у перші повоєнні роки І. А. Василенко та М. П. Овчаренко. Першим завідувачем кафедри історії міжнародних відносин став професор Олександр Касименко, директор Інституту історії АН УРСР. Після нього її очолювали В. А. Жебокрицький, Василь Тарасенко — дипломат, який до того працював у радянському посольстві у Вашингтоні. 1962 року на юридично-економічному факультеті було створено відділення міжнародного права. Забезпечити навчальний процес на відділенні була покликана кафедра міжнародного права та іноземного законодавства, яку очолив доктор юридичних наук І. І. Лукашук.
З 1971 року підготовку фахівців-міжнародників було продовжено на відновленому факультеті міжнародних відносин та міжнародного права. Структурно факультет включав кафедру історії міжнародних відносин і зовнішньої політики, кафедру міжнародного права та іноземного законодавства та кафедру російської мови для іноземців, яка до того була загальноуніверситетською. Деканами факультету тоді були засновники наукових шкіл з міжнародних відносин і міжнародного права професор Г. М. Цвєтков, член-кореспондент Академії наук України Анатолій Чухно, доцент О. К. Єрьоменко, професори Костянтин Забігайло, Антон Філіпенко, Володимир Буткевич.
1972 року на факультеті відкрито спеціальність «міжнародні економічні відносини». Незабаром було створено відповідну випускну кафедру — міжнародних економічних відносин (завідувачі — професори Віктор Будкін та Антон Філіпенко). 1975 року на базі факультету відкрито заочне відділення підвищення кваліфікації лекторів-міжнародників з дворічним терміном навчання, яке очолив доцент О. І. Ганусець. На відділення зараховувалися громадяни України з вищою освітою, які займалися лекторською, викладацькою та науково-дослідною роботою.
1976 року створено кафедру іноземних мов як структурний підрозділ факультету, який забезпечував підготовку вітчизняних студентів для роботи референтами-перекладачами з урахуванням спеціальності фахівців-міжнародників. Першим завідувачем була доцент І. І. Борисенко. За період свого функціонування (до 1990 року) факультет підготував понад 3500 фахівців-міжнародників (переважно з числа іноземців). Випускники факультету склали основу нечисленного на той час дипломатичного корпусу в Україні, заклали підвалини педагогічної та наукової шкіл у галузі міжнародних відносин і міжнародного права.

### Інститут міжнародних відносин

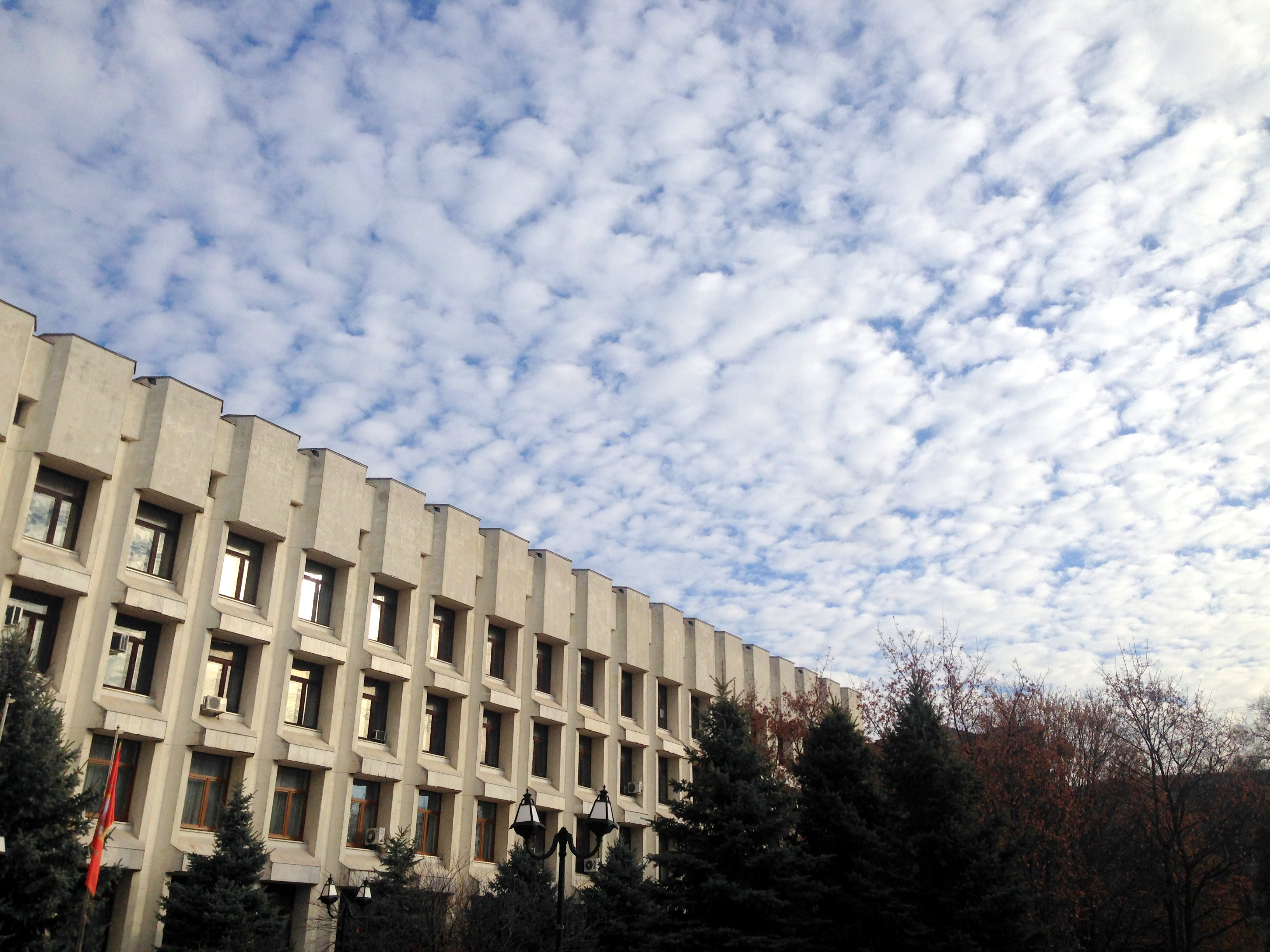
Інститут міжнародних відносин

4 травня 1988 року факультет міжнародних відносин і міжнародного права було реорганізовано в Інститут міжнародних відносин і міжнародного права, який у грудні 1990 року перейменовано на Український інститут міжнародних відносин, а у 1994 році на Інститут міжнародних відносин. Директором інституту було призначено професора Віктора Пащука. 1993 року розпочато підготовку фахівців за спеціальністю «міжнародна інформація». 1994 року, у зв'язку з переходом Пащука на дипломатичну роботу, інститут очолив проректор університету професор (нині — академік НАН України) Леонід Губерський.
Указом президента України від 30 травня 1995 року інститут було визначено головним навчально-методичним центром з підготовки фахівців для роботи у сфері міжнародних відносин і зовнішньої політики України. 1995 року на базі факультету перепідготовки та підвищення кваліфікації кадрів було відкрито відділення післядипломної освіти, де організовано навчання для здобуття другої вищої освіти за освітньо-професійними програмами магістра (керівник відділення — професор Віктор Матвієнко).
2002 року в інституті розпочато підготовку студентів за спеціальністю «міжнародний бізнес» (кафедра управління зовнішньоекономічною діяльністю). 16 жовтня 2008 року директор інституту Леонід Губерський був обраний на посаду ректора Київського національного університету імені Тараса Шевченка, а інститут очолив Валерій Копійка. 2012 року розпочато підготовку студентів за спеціальністю «країнознавство», а на спеціальності «Міжнародна інформація» відкрито кафедру «Міжнародних медіакомунікацій та комунікативних технологій», яку очолив професор Копійка.
В жовтні 2021 року інститут перейменовано на Навчально-науковий інститут міжнародних відносин.

## Відділення
Міжнародні відносини
На відділенні «міжнародні відносини» здійснюється підготовка студентів за спеціалізаціями «європейська політика», «міжнародні відносини країн (регіонів)», «політологія міжнародних відносин» і «міжнародні організації та дипломатична служба». Студенти відділення отримують фундаментальну підготовку з історії, теорії та практики міжнародних відносин, зовнішньої політики і дипломатії з достатнім рівнем економічної і юридичної освіти.
Міжнародне право
На відділенні «міжнародне право» готують фахівців у галузі міжнародного права за спеціалізаціями «міжнародне публічне право», «міжнародне приватне право» та «європейське право». Студенти відділення отримують теоретичні знання з міжнародно-правового регулювання міждержавних відносин, практичні навички, необхідні для участі у діяльності державних органів, громадських організацій у галузі міждержавних відносин і зовнішньоекономічної діяльності.
Міжнародні економічні відносини
На відділенні «міжнародні економічні відносини» готують фахівців за спеціалізаціями «світова економічна кон'юнктура», «міжнародні фінанси», «міжнародна економічна політика», «економіка європейської інтеграції» (англомовна магістерська програма), «економічні дослідження СНД» (англомовна магістерська програма). Студенти відділення отримують підготовку з теорії та практики розвитку світового господарства, міжнародної торгівлі товарами та послугами, міжнародного руху капіталів, робочої сили та інтелектуальної власності, міжнародних фінансів.
Міжнародний бізнес
Відділення «міжнародний бізнес» готує фахівців у галузі міжнародного бізнесу за спеціалізаціями «ділове адміністрування», «менеджмент міжнародного бізнесу» та «міжнародний маркетинг». Студенти відділення отримують теоретичні знання з основ проведення міжнародних бізнес-операцій, практичні вміння організації підприємницької діяльності.
Міжнародні комунікації
Відділення «міжнародні комунікації» готує фахівців з інформаційно-аналітичної діяльності за спеціалізаціями «міжнародний інформаційний менеджмент», «міжнародні комунікативні технології» та «міжнародні медіакомунікації». Студенти відділення отримують підготовку у сфері міжнародних відносин, державного управління, у корпоративних структурах та громадських організаціях
Міжнародне регіонознавство
Відділення «міжнародне регіонознавство» готує фахівців у галузі країнознавства. Наукова робота відділення зосереджена на дослідженні наукових напрямів «актуальні проблеми країнознавчих досліджень», «геополітичні та геоекономічні інтереси у світовій політиці», «гуманітарний чинник у світовій політиці», «цивілізації світу», «особливості політичного й соціально-економічного розвитку країни (регіону)».

## Кафедри
- Кафедра міжнародних відносин і зовнішньої політики (завідувач  з 2021 р. — доцент Віктор Константинов)
- Кафедра міжнародних організацій і дипломатичної служби (завідувач  з 2003 р. — професор Віктор Матвієнко)
- Кафедра міжнародного права (завідувач  з 2017 р. — професор Всеволод Мицик)
- Кафедра міжнародного приватного права (завідувач  з 2014 р. — доцент Віктор Калакура)
- Кафедра порівняльного і європейського права (завідувач  з 2024 р. — доцент Ілля Влялько)
- Кафедра світового господарства і міжнародних економічних відносин (завідувач  з 2008 р. — професор Олександр Шнирков)
- Кафедра міжнародних фінансів (завідувач  з 2023 р. — доцент Василь Намонюк)
- Кафедра міжнародного бізнесу (завідувач  з 2014 р. — доцент Дмитро Расшивалов)
- Кафедра міжнародної інформації (завідувач  з 2025 р. — доцент Наталія Бєлоусова)
- Кафедра міжнародних медіакомунікацій та комунікативних технологій (завідувач  з 2015 р. — професор Сергій Даниленко)
- Кафедра міжнародного регіонознавства (завідувач  з 2015 р. — професор Микола Дорошко)
- Кафедра іноземних мов (завідувач  з 1990 р. — професор Валентина Дайнеко)

## Студентське життя
Організацією студентського життя в Навчально-науковому інституті міжнародних відносин займаються Рада студентів ННІМВ, до складу якої обираються по одному представнику курсів (з першого по четвертий) кожного з відділень, а також Рада студентів гуртожитку ННІМВ, Наукове товариство студентів та аспірантів ННІМВ, профбюро ННІМВ, молодіжна фундація ЮНЕСКО, Благодійна організація ННІМВ, дебатний Клуб ННІМВ та політико-дипломатичний Клуб «Ambassador» та інші формальні і неформальні об'єднання студентів інституту. Висвітленням життя студентів інституту займаються офіційний сайт ННІМВ, студентське видання ННІМВ «Міжнародник», «Вісник Ради студентів ННІМВ» та студентський телевізійний проект «ІМВ ТБ».

### Рада студентів ННІМВ
Головним органом студентського самоврядування ННІМВ є рада студентів, що обирається один раз на два роки. Рада займається організацією щорічного конкурсу «Міс ННІМВ», змагань ННІМВ з футболу, волейболу, настільного тенісу, більярду, шахів та інших видів спорту. У рамках ради студентів на постійній основі проводяться студентські форуми та зібрання, зустрічі з політичними діячами, дипломатами, представниками науки і культури, семінари і конференції з актуальних питань міжнародних відносин, а також організовуються святкові концерти та фотовиставки.
Рада студентів також проводить благодійні акції щодо надання цільової допомоги дітям-сиротам і хворим дітям. Рада складається з 27 осіб, включно з представниками Наукового товариства студентів та аспірантів (НТСА), студентської газети «Міжнародник», ради гуртожитку, Молодіжної фундації ЮНЕСКО, профбюро та двох клубів — політико-дипломатичного клубу «Ambassador» та Дебатного клубу ІМВ. Структурно рада студентів складається з департаментів, зокрема департаментів культури, спорту, благодійної діяльності, зовнішніх зв'язків та внутрішніх зв'язків.

### Наукове товариство студентів та аспірантів
Органом студентського самоврядування, що координує науково-дослідну діяльність, є Наукове товариство студентів та аспірантів Київського національного університету імені Тараса Шевченка. Основними функціями НТСА є організація та проведення наукових заходів, координація наукової діяльності студентів, а також підтримка зв'язків з кафедрами у цій сфері. Керівними органами НТСА є загальні збори, що проводяться один раз на семестр, та координаційна рада з 9 осіб, засідання якої відбуваються двічі на місяць.
Діяльність НТСА здійснюється в рамках департаментів та відділень. Основна діяльність ведеться в рамках відділень міжнародних відносин, міжнародного права, міжнародних економічних відносин, міжнародного бізнесу, міжнародної інформації. Крім того, функціонують відділення ООН, НАТО, ЄС, відділення, присвячені двостороннім зв'язкам та відділення інтелектуальних ігор. НТСА щорічно проводить конференцію молодих вчених ННІМВ, секцію щорічної міжнародної конференції «Шевченківська весна» та конкурс на найкращу наукову студентську роботу. У рамках НТСА проводяться інтелектуальні ігри «Що? Де? Коли?», «Брейн-ринг», моделювання ООН, НАТО, ЄС, науково-практичні семінари і конференції тощо.

### Студентська газета «Міжнародник»
«Міжнародник» є іміджевим виданням ННІМВ і розповсюджується безкоштовно серед студентів та викладачів інституту з метою інформування читачів про найцікавіші події та заходи ННІМВ. «Міжнародник» також містить інформацію про студентське життя, вирішення актуальних проблем молоді, працевлаштування студентів і є віддзеркаленням думок студентів і викладачів щодо навчального процесу та інших важливих питань. Газета афішує важливу інформацію від адміністрації ННІМВ стосовно навчального процесу. Кожен з департаментів має близько 10 постійних дописувачів.

### Політико-дипломатичний клуб «Ambassador»
«Ambassador» — політико-дипломатичний клуб Навчально-наукового інституту міжнародних відносин. Клуб засновано 2007 року групою студентів-активістів на базі кафедри міжнародних організацій та дипломатичної служби ННІМВ. Перші координатори клубу — О. М. Антоненко та П. В. Прокопенко. На сьогодні членами клубу є близько 250 осіб майже з усіх курсів та спеціальностей Інституту. Клуб проводить семінари, конференції, майстер-класи, організовує зустрічі з науковцями, дипломатами, політологами.

### Клуб випускників ІМВ «Ardea Alba»
«Ardea Alba» — організація, яка об'єднує випускників Інституту різних років та спеціальностей. Клуб заснувала 2010 року група студентів-активістів кафедри міжнародного права Інституту міжнародних відносин. Офіційно зареєстрований улітку 2011 року. Клуб не входить до адміністративної структури Інституту і діє окремо від нього, але нині є єдиною організацію випускників, яка провадить активну діяльність та має постійних членів. Клуб є закритою організацією, прийом здійснюється лише за двома попередніми рекомендаціями вже дійсних членів.
Клуб сприяє соціалізації студентів із випускниками, допомагає у поданні документів на навчання закордон, надає підтримку при працевлаштуванні і проводить заходи, покликані підвищити академічний і соціальний престиж Інституту. Серед таких заходів — «Сніданки о 9 ранку» — сніданки членів клубу із відомими особистостями, благочинний літературний фонд «MP Fund», презентації про освіту закордоном спільно із грантовими організаціями та інші. У вересні 2013 року Клуб провів першу в історії Інституту масштабну зустріч випускників «Реунія ІМВ» у готелі «Інтерконтиненталь», на яку завітали понад 300 випускників, починаючи з 1969 року випуску.

## Видатні випускники
Серед випускників є провідні чиновники, державних діячів України та інших держав світу.
- Порошенко Петро Олексійович
- Міхеіл Саакашвілі
- Разумков Дмитро Олександрович
- Кулеба Дмитро Іванович
- Джапарова Еміне Айяровна
- Аміна Мохамед
- Георгій Арвеладзе
- Гела Бежуашвілі
- Юрій Бутусов
- Головатий Сергій Петрович
- Дубілет Дмитро Олександрович
- Климпуш-Цинцадзе Іванна Орестівна
- Кожара Леонід Олександрович
- Кравець Володимир Олексійович
- Курикін Сергій Іванович
- Ельмар Мамед'яров
- Мартиненко Володимир Никифорович
- Міщенко Сергій Олександрович
- Мирошниченко Василь Володимирович
- Огризко Володимир Станіславович
- Осика Сергій Григорович
- Охендовський Михайло Володимирович
- Стефанішина Ольга Віталіївна
- Тарасюк Борис Іванович
- Терьохін Сергій Анатолійович
- Хандогій Володимир Дмитрович
- Шевченко Ігор Анатолійович
- Удовенко Геннадій Йосипович — Постійний представник України при ООН, його іменем вшанована Дипломатична академія України при Міністерстві закордонних справ
- Єльченко Володимир Юрійович — Постійний представник України при ООН
- Кислиця Сергій Олегович — Постійний представник України при ООН
- Єлісєєв Костянтин Петрович — Голова делегації України на переговорах з ЄС
- Кушнерук Дмитро Володимирович — Генеральний консул України в Сан-Франциско (США) (з 2020).
- Коледов Сергій Володимирович — Генеральний консул України в Чикаго (США) (з 2020)
- Тете Антоніо — Міністр закордонних справ Анголи
- Шейко Володимир Петрович — Генеральний директор Українського інституту

## Міжнародні зв'язки
Зв'язки Навчально-наукового інституту міжнародних відносин з іноземними партнерами розвиваються в рамках понад 150 партнерських угод Київського національного університету імені Тараса Шевченка, а також на основі двосторонніх угод про співробітництво, укладених між ННІМВ та провідними зарубіжними вищими навчальними закладами, науковими центрами. Основними напрямами міжнародного співробітництва Інституту є забезпечення програм академічної мобільності науковців, представників професорсько-викладацького та студентського складу між ВНЗ-партнерами, реалізація програм подвійних дипломів, залучення та прийом іноземних студентів, запрошення науковців та викладачів з інших країн для читання лекцій та проведення спільних досліджень, двостороннє та багатостороннє партнерство, участь у міжнародних проєктах, співпраця з представництвами іноземних держав в Україні, координація та допомога в забезпеченні закордонних відряджень.
До закордонних ВНЗ, з якими співпрацює ННІМВ, належать
- Льєзький університет (Бельгія)
- Технологічний навчальний заклад Західної Македонії (Греція)
- Факультет міжнародних відносин Університету Джавахарлала Неру (Індія)
- Інститут досліджень фондових ринків (Іспанія)
- Університет Джона Кебота (Італія)
- Фаре Футуро (Італія)
- Казахський університет економіки, фінансів і міжнародної торгівлі (Казахстан)
- Євразійський національний університет імені Л. М. Гумільова (Казахстан)
- Європейський університет Кіпру
- Університет Нікосії (Кіпр)
- Університет міжнародного бізнесу та економіки (Китай)
- Університет Хассан II — Мохаммедія Касабланка (Марокко)
- Університет міжнародного бізнесу в Берліні (Німеччина)
- Інститут міжнародних досліджень Вроцлавського університету (Польща)
- Факультет права та адміністрації Яґеллонського університету в Кракові (Польща)
- Факультет міжнародних та політичних студій Яґеллонського університету в Кракові (Польща)
- Факультет політології Університету Марії Кюрі-Склодовської в Любліні (Польща)
- Інститут міжнародних відносин Варшавського університету (Польща)
- Економічний факультет Московського державного університету ім. М. В. Ломоносова
- Українсько-американський гуманітарний інститут «Вісконсинський міжнародний університет (США) в Україні»
- Університет Корвіна (Угорщина)
- Інститут політичних досліджень в м. Лілль (Франція)
- Факультет політичних наук Загребського університету (Хорватія)
- Факультет комунікацій Університету Вільнюса (Литва)

Інститут бере активну участь у міжнародних програмах, що діють за підтримки освітніх фондів та служб академічного обміну. Партнерами ІМВ нині є Фонд Конрада Аденауера, Фонд Наумана, Фонд Фрідріха Еберта, Фонд Фулбрайт, Фонд Відродження, Ґете-Інститут в Україні, DAAD та Британська рада. Серед державних та приватних установ партнерами ІМВ є Європейська бізнес асоціація, юридична фірма King&Wood Mallesons SJ Berwin, STARTUP UKRAINE, Стадісо Україна, Study.ua, Американська торговельна палата в Україні, Торговельна палата Італії в Україні, Делегація німецької економіки в Україні, Київська Ініціативна Група Форума Альпбах тощо.

## Наукові видання інституту
- Актуальні проблеми міжнародних відносин
- Вісник Київського національного університету імені Тараса Шевченка. Серія Міжнародні відносини